# Società Lambro
Società Lambro – włoski klub piłkarski, mający swoją siedzibę w mieście Mediolan, na północy kraju.

## Historia
Chronologia nazw:
- 1908: Società Lambro
- 1913: Associazione Milanese del Calcio - po fuzji z klubami Vigor F.C. i Unitas Club
- 1913: klub rozwiązano

Piłkarski klub Società Lambro został założony w Mediolanie w 1908 roku. W sezonie 1909/10 zespół startował w Terza Categoria Lombardia i awansował do Seconda Categoria. Debiutowy sezon zakończył na piątej pozycji, a w następnym był drugim w grupie milanese. W 1912 został reorganizowany system lig - druga liga otrzymała nazwę Promozione. W sezonie 1912/13 zespół zajął trzecie miejsce w Promozione lombarda i awansował do Prima Categoria. Jednak po zwycięskim sezonie odbyła się fuzja z miejscowymi klubami Vigor F.C. i Unitas Club (założony 1908). Jako nowy klub A.M.C. startował w rozgrywkach najwyższej klasy w sezonie 1913/14, a Lambro już nigdy nie został reaktywowany.

## Sukcesy

### Trofea międzynarodowe
Nie uczestniczył w rozgrywkach europejskich (stan na 31-12-2016).

### Trofea krajowe
| \| \| Zdobyte trofea w rozgrywkach Włoch (stan na: 31-05-2017) \| |                                                          |      |                    |
| Rozgrywki                                                         | Osiągnięcie                                              | Razy | Sezon(y)           |
| · Mistrzostwo                                                     | I miejsce                                                | 0    |                    |
| · Mistrzostwo                                                     | II miejsce                                               | 0    |                    |
| · Mistrzostwo                                                     | III miejsce                                              | 0    |                    |
| · Puchar                                                          | zdobywca                                                 | 0    |                    |
| · Puchar                                                          | finalista                                                | 0    |                    |
| II liga                                                           | I miejsce                                                | 0    |                    |
| II liga                                                           | II miejsce                                               | 1    | 1911/12 (milanese) |
| II liga                                                           | III miejsce                                              | 1    | 1912/13 (lombarda) |
| Włochy                                                            | Zdobyte trofea w rozgrywkach Włoch (stan na: 31-05-2017) |      |                    |

## Stadion
Klub rozgrywał swoje mecze domowe na boisku piłkarskim w Mediolanie.